# Office national d'études et de recherches aérospatiales
El Office national d'études et de recherches aérospatiales o (ONERA, en català Oficina Nacional d'Estudis i Investigació Aeroespacial) és el principal centre de recerca francès al sector aeronàutic, espacial i de defensa. Totes les disciplines i tecnologies al camp estan involucrades. Molts programes aeroespacials han passat per ONERA: projectes Ariane, Falcon, Rafale, Airbus, míssils, helicòpters, motors, radars, etc.
Sota la tutela del Ministeri de Defensa, aquest establiment públic de caràcter industrial i comercial (EPIC) compta amb un pressupost d'uns 230 milions d'euros, la meitat en subvencions estatals i ocupa unes 2.000 persones, entre les quals hi ha una majoria d'investigadors, enginyers i tècnics. ONERA disposa d'importants recursos d'assaig i càlcul, i en particular de la flota més gran de túnels de vent d'Europa. El president de l'ONERA és designat pel Consell de Ministres a proposta del ministre de Defensa.